# Iracoubo
Pour les articles homonymes, voir Iracoubo (homonymie).
Iracoubo est une commune française, située dans la collectivité territoriale unique de la Guyane.
Une importante communauté amérindienne vit dans la commune d'Iracoubo, dans le village de Bellevue.
Les sispas et le couac confectionnés par les habitants d'Iracoubo sont réputés en Guyane.

## Géographie

### Localisation
Les communes limitrophes sont  Mana, Saint-Élie et Sinnamary.

En rouge le territoire communal d'Iracoubo.

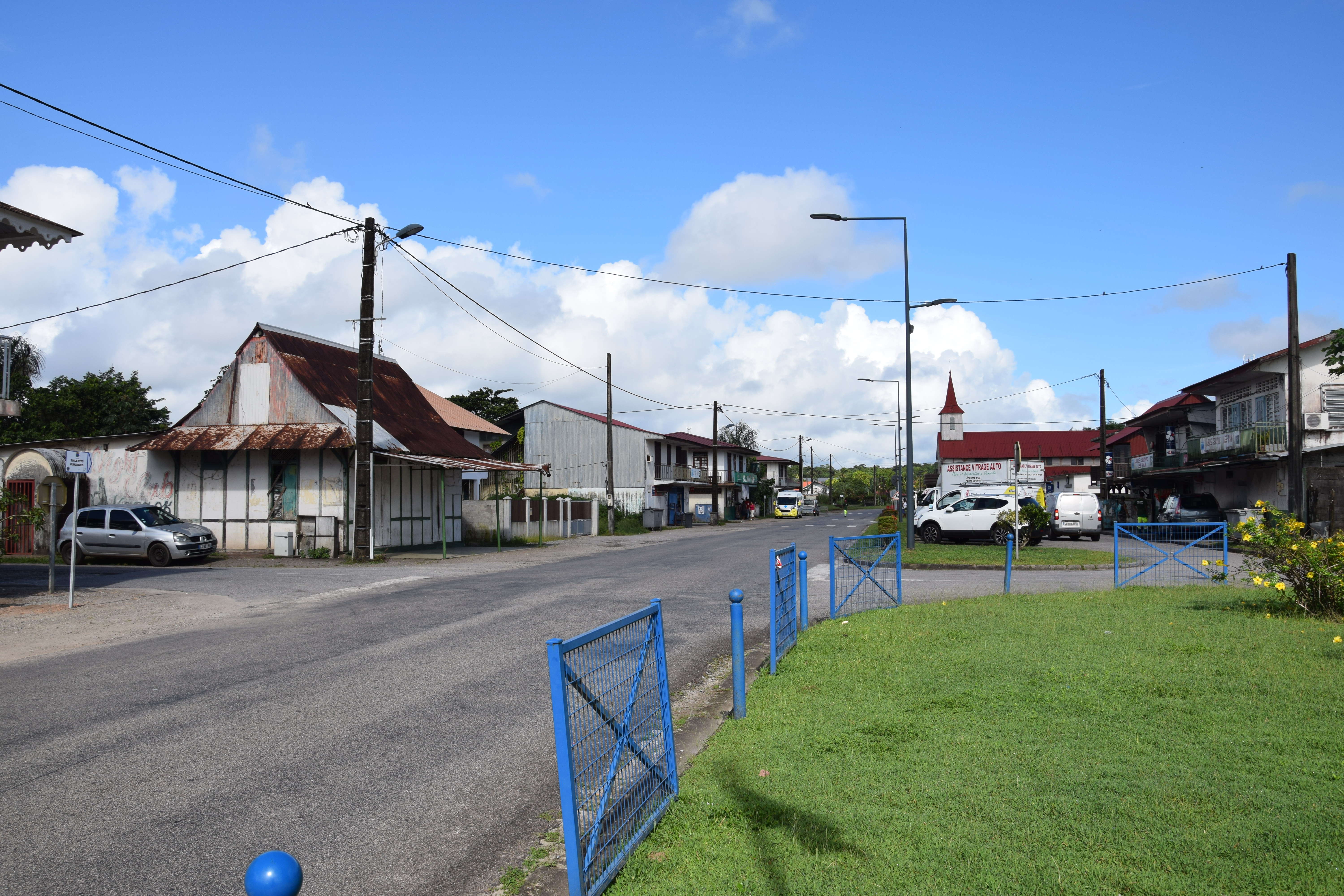
Le centre du village.

La commune se situe en Amérique du Sud en Guyane française. Au nord de la commune, on trouve une zone côtière débouchant sur l'océan Atlantique. Les communes limitrophes avec Iracoubo sont à l'est Sinnamary, au sud Saint-Élie et à l'ouest Mana.
|      | Océan Atlantique |           |
| Mana | Iracoubo         | Sinnamary |
|      | Saint-Élie       |           |

### Climat
Le climat y est équatorial humide, type Af selon la classification de Koppen.

### Milieux naturels et biodiversité
La mangrove d'Iracoubo est une zone protégée qui a grandi au fil des années. Depuis 1986, elle s'étend vers la mer,.
On peut voir des palétuviers depuis la RN1, ce qui montre que la mer n'était pas loin de la route il y a 40 ans
La mangrove est une zone protégée dans laquelle vivent de nombreux animaux comme les ibis rouges et les lamantins.
Elle fait partie d'une ZNIEFF (Zone naturelle d'intérêt écologique, faunistique et floristique).
La ZNIEFF de l'estuaire de l'Iracoubo possède une superficie de 351 ha. Celle-ci correspond aux zones les plus salées du fleuve (salinité supérieure à 5g/l) proches de la mer. Les vasières sont des lieux de nourrissage pour les échassiers (hérons, ibis, limicoles). Comme c'est le cas pour la plupart des mangroves , la forêt littorale de palétuviers sert de lieu de croissance aux larves de poissons et contribue donc à renouveler les stocks de ressources pour la pèche .
Les mangroves et les bancs de vase sont déterminants dans la protection du littoral contre l'érosion .Grâce à ces formations , il n'y a pas de recul de terres comme cela peut-être le cas à Awala-Yalimapo.

## Urbanisme

### Typologie
Iracoubo est une commune rurale, car elle fait partie des communes peu ou très peu denses, au sens de la grille communale de densité de l'Insee,,,.
La commune, bordée par l'océan Atlantique au nord, est également une commune littorale au sens de la loi du 3 janvier 1986, dite loi littoral. Des dispositions spécifiques d’urbanisme s’y appliquent dès lors afin de préserver les espaces naturels, les sites, les paysages et l’équilibre écologique du littoral, par exemple le principe d'inconstructibilité, en dehors des espaces urbanisés, sur la bande littorale des 100 mètres, ou plus si le plan local d’urbanisme le prévoit,.

### Lieux-dits, hameaux et écarts
Le village compte plusieurs hameaux dont le plus important est Bellevue. Les autres hameaux notables sont Trou-poisson, Organabo, Dégrad Savane, Rococoua  et Counamama.
Dans la communauté de communes des Savanes (CCDS), la croissance démographique s'est fortement ralentie et le dynamisme économique du Centre spatial ne parvient plus à compenser les départs. Entre 2011 et 2016, la population de la CCDS a augmenté de 0,4 % : +2,2 % d'accroissement naturel (différence entre taux de natalité et taux de mortalité) et -1,8 % si on compare les entrées et les sorties de la communauté de communes. Beaucoup d'habitants ont donc tendance à quitter la CCDS, ce qui est à peine équilibré par l'augmentation naturelle de la population.

#### Bellevue
Bellevue est un village de 800 habitants, en 2019, situé sur la commune d'Iracoubo, à 8 km du bourg. Le chef coutumier de ce village amérindien est Cécile Kouyouri. Une partie de la population est employée dans les services administratifs, les entreprises, le transport ambulancier. Une activité agricole est également développée pour l'auto consommation. Un centre de transformation du navire y est présent. L'artisanat le plus connu est celui des poteries, mais les motifs géométriques ou de fleuves ne correspondent pas aux dessins traditionnels. .

#### Organabo
C'est un petit village paisible qui compte une population amérindienne, situé à30 km d'Iracoubo. Le village porte le même nom que le fleuve qui coule à proximité. La population d'Organabo est estimée à 200 personnes. Une partie importante des habitants sont des personnes âgées. Durant le confinement de 2019, le village a continué à vivre de manière autosuffisante grâce à la chasse, la pêche et leurs propres productions (manioc, "dachine" nom local pour le taro, banane plantain…).

#### Rococoua
Rococoua est un village agricole de la commune d'Iracoubo qui est à environ 7 km du bourg principal. Dans ce village se trouvent de nombreux agriculteurs. Après de multiples protestations pour obtenir une amélioration du chemin qui permet l'accès au village, ils ont obtenu la réhabilitation de la route. Cet investissement a été co-financé par la Région et le Conseil général à hauteur de 700 000 euros, tandis que l’État a versé 250 000 euros.
Des projets communaux pour le développement agricole de Rococoua ont été publiés, notamment un centre de production électrique à base de biomasse (utilisation des déchets végétaux) mais celui-ci est toujours au point mort. Les intérêts des agriculteurs ne correspondent pas forcément à ces projets, ce qui entraine qu'ils n'arrivent pas à obtenir des régularisations des parcelles.

#### Counamama
Counama est un petit village agricole, à environ 7 km d'Iracoubo. C'est une zone agricole comme Rococoua, qui est située au bord d'une piste qui longe le fleuve du nom du nom de Counamama. Ce petit village est surtout connu pour son pèlerinage, chaque année à la fin du mois d'octobre. Counamama est fait des pèlerinages en mémoire des religieux qui ont été déportés dramatiquement à Counamama pendant la Révolution française.
Trou poisson
Trou poisson est aujourd'hui un très petit hameau de la commune d'Iracoubo . On y dénombrait 43 électeurs en 2012 . En vingt ans la commune a  perdu la moitié de ses électeurs .L'ancienne école menace de s' effrondrer et les élections de 2012 ont dû être organisées dans un hangar à manioc. C'est pourtant à partir de Trou Poissons que s'est faite la colonisation d'Iracoubo au milieu du XIXe siècle; en 1860, il y a avait trois fois plus d'habitants qu'aujourd'hui. L'éclairage public qui demeure en bordure de la RN1 est le témoin d'une époque où Trou Poisson était bien plus important.

## Histoire
Les champs surélevés, dont on a retrouvé des traces dans la savane de Macoua (entre Flèche et Organabo) , furent des systèmes de culture amérindiens largement développés en Amérique centrale et  le littoral des Guyanes. Il s'agit de talus de terres dans les savanes, entre lesquels sont creusés des canaux à angles droits. Sur ces talus , on pouvait cultiver. La culture sur ces talus présentait de nombreux avantages : elle facilitait l'écoulement de l'eau
Des vestiges amérindiens ont été trouvés à Iracoubo à l'occasion de plusieurs fouilles. Il s'agit souvent d'urnes funéraires : une quarantaine d'urnes sous le hangar d'une fabrique d'agglomérés (2005), une trentaine d'autres lors de travaux sur la RN1 (probablement beaucoup plus).
Les savanes de Macoua entre le village Flèche et Organabo qui présentent également un intérêt écologique ont été fouillées et ont révélé de nombreux fragments de poteries et des pierres polies ayant servi comme lames de haches.
La première occupation de colons connue à Iracoubo remonte au XVIIe siècle, plus précisément en 1628 : 14 se sont installés sur les bords du fleuves Counamama à dix kilomètres de l'emplacement du bourg actuel. Leur petite communauté n'a pas subsisté longtemps et au bout d'une dizaine d'années, les rescapés s'en vont vers l'île de Cayenne. Il n'y a pas de véritable implantation européenne sur le territoire avant le XVIIIe siècle, mais ces nouveaux essais d'établissement tournent le plus souvent au drame. Les tentatives de peupler la côte entre la commune de Kourou et le Maroni. L'expédition de Kourou en 1763 - 1764 aboutissent, en une année, au décès de 4000 personnes sur les 10 000 partis de métropole. Un autre drame a eu lieu en 1798 la déportation des prêtres réfractaires la révolutions française que l'on installe à la hâte dans la savane de Counamama. Le bourg d'Iracoubo se peuple de colons vers 1830-1840, tandis que d'autres européens s'installent  à Organabo, au milieu de villages amérindiens. A Iracoubo la révolution de 1848 et l'abolition de l'esclavage n'entraînent pas de modification sociale: tous les anciens esclaves deviennent  libres et s'installent a côté des colons et des anciens affranchis.

### Iracoubo en 1986[20]
À cette époque, la population diminue, elle passe de 1239 à 938 d'habitants dans la commune Iracoubo a perdu 25 % de sa population entre les deux derniers recensements. La population y est hétérogène, constituée d'amérindiens kali'na, de créoles de bushinenge et de Hmongs.
À cette époque, entre le carrefour de Mana et le bourg d'Iracoubo, il n'existe pas de liaison téléphonique, ce qui retarde l'intervention des sapeurs-pompiers.
Le maire Ferdinand Madeleine avait en tête des projets écotouristiques. A la fin des années, il demande au Préfet de prendre un arrêté dans le sens d'une protection totale de certains animaux; les caïmans y sont intégralement protégés. Conscient de la nécessité de protéger une faune  en nette diminution par suite des excès des chasseurs commerciaux, il tenait cependant à ce que le gibier reste une source de traditionnelle de nourriture pour les populations liées à la foret. il interdit la chasse aux caïmans de toutes les espèces dès septembre 1985.Un parc naturel de 1000 ha avait été un temps envisagé, avec une zone de transition de 2000 ha ou trois circuits touristique pour les amateurs de la nature auraient permis d'attirer du tourisme " vert ",dans ce projet de réserve située près de Bellevue. Dans l'esprit des concepteurs, il fallait que le gibier dont les Amérindiens ont tant besoin, puisse se renouveler dans l'espace protégé.

### Zones de Droits d'Usage Collectifs
Les premières populations autochtones amérindiennes vivant en harmonie leur terre, demandent depuis longtemps à pouvoir satisfaire leurs besoins traditionnels. Il y a plus de 30 ans, les Zones de Droits d'Usage Collectifs ont été attribuées en Guyane (ZDUC) pour la chasse et le pêche mais pas pour y habiter de façon permanente. Au contraire des "concessions", ils ont le droit de construire leur habitation. Il y a trois villages amérindiens (Kali'na) à Iracoubo qui sont Bellevue, Degrad Savane et Organabo et qui ont obtenu en 2019 leur ZDUC et leur bien. Les 82 hectares qu'il redamaient depuis 1992 n'ont pas été satisfaits mais l’État ne leur a accordé que 39 000 hectares à Bellevue, plus 1000 hectares de concessions et 700 hectares du concession à Organabo (ZDUC).
Cécile Kouyouri, chef coutumière, se déclare satisfaite des concessions obtenues autour du village et de la Zone de Droits d'Usage Collectifs.

## Politique et administration

### Liste des maires
| Période                                  | Période      | Identité                    | Étiquette | Qualité                                                |
| ---------------------------------------- | ------------ | --------------------------- | --------- | ------------------------------------------------------ |
| ?                                        | 1899         | Jean-Baptiste Antoinette    |           |                                                        |
| 1900                                     | après 1906   | Joseph Élie Castor          |           |                                                        |
| Les données manquantes sont à compléter. |              |                             |           |                                                        |
| 1949                                     | 1977         | Edmé Lama                   |           | Infirmier                                              |
| Les données manquantes sont à compléter. |              |                             |           |                                                        |
| 1995                                     | 2001         | Georges Othily              | DVG       | Sénateur de la Guyane Conseiller régional de la Guyane |
| 2001                                     | 2014         | Daniel Mangal               | DVD       | Conseiller général                                     |
| 2014                                     | octobre 2020 | Cornélie Sellali Bois-Blanc |           |                                                        |
| octobre 2020                             | En cours     | Céline Régis                |           |                                                        |
| Les données manquantes sont à compléter. |              |                             |           |                                                        |

Amour Pamphile (EXG), maire de la commune en 1977.

## Population et société

### Démographie
L'évolution du nombre d'habitants est connue à travers les recensements de la population effectués dans la commune depuis 1961, premier recensement postérieur à la départementalisation de 1946. À partir de 2006, les populations de référence des communes sont publiées annuellement par l'Insee. Le recensement repose désormais sur une collecte d'information annuelle, concernant successivement tous les territoires communaux au cours d'une période de cinq ans. Pour les communes de moins de 10 000 habitants, une enquête de recensement portant sur toute la population est réalisée tous les cinq ans, les populations de référence des années intermédiaires étant quant à elles estimées par interpolation ou extrapolation. Pour la commune, le premier recensement exhaustif entrant dans le cadre du nouveau dispositif a été réalisé en 2006.

En 2022, la commune comptait 1 685 habitants, en évolution de −7,67 % par rapport à 2016 (Guyane : +7,07 %, France hors Mayotte : +2,11 %).
| 1961 | 1967  | 1974  | 1982 | 1990  | 1999  | 2006  | 2011  | 2016  |
| ---- | ----- | ----- | ---- | ----- | ----- | ----- | ----- | ----- |
| 975  | 1 196 | 1 239 | 938  | 1 578 | 1 430 | 1 899 | 1 943 | 1 825 |

| 2021  | 2022  | - | - | - | - | - | - | - |
| ----- | ----- | - | - | - | - | - | - | - |
| 1 707 | 1 685 | - | - | - | - | - | - | - |

Dans la Communauté de communes des Savanes (CCDS), la croissance démographique s’est fortement ralentie et le dynamisme économique du Centre spatial ne parvient plus à compenser les départs. Entre 2011 et 2016, la population de la CCDS a augmenté de 0,4 % : +2,2 % d’accroissement naturel (différence entre taux de natalité et taux de mortalité) et -1,8 % si on compare les entrées et les sorties de la communauté de communes. Beaucoup d’habitants ont donc tendance à quitter la CCDS, ce qui est à peine équilibré par l’augmentation naturelle de la population

### Sports
Équipement sportif :
- Stade municipal Parc-des-Princes d'Iracoubo.

Clubs sportifs :
- L'Étoile Filante Iracoubo, football.

## Économie
Les principales ressources d'Iracoubo restent l'agriculture, la pêche et la chasse. Une communauté hmong installée aux lieux-dits Rococoua et Counamama y pratique le maraîchage.
La pêche est une activité économique importante à Iracoubo : en 2021, 400 à 500 tonnes étaient débarquées chaque année. En 2018, un producteur de glace s'est installé dans le bourg, ce qui permet aux mareyeurs de disposer sur place de glace pour le transport et la commercialisation. Le port de pêche d'Iracoubo est trop étroit pour permettre son expansion : deux à trois bateaux au maximum peuvent rester à quai ce qui constitue un obstacle pour valoriser la ressource halieutique

## Culture locale et patrimoine

### Lieux et monuments

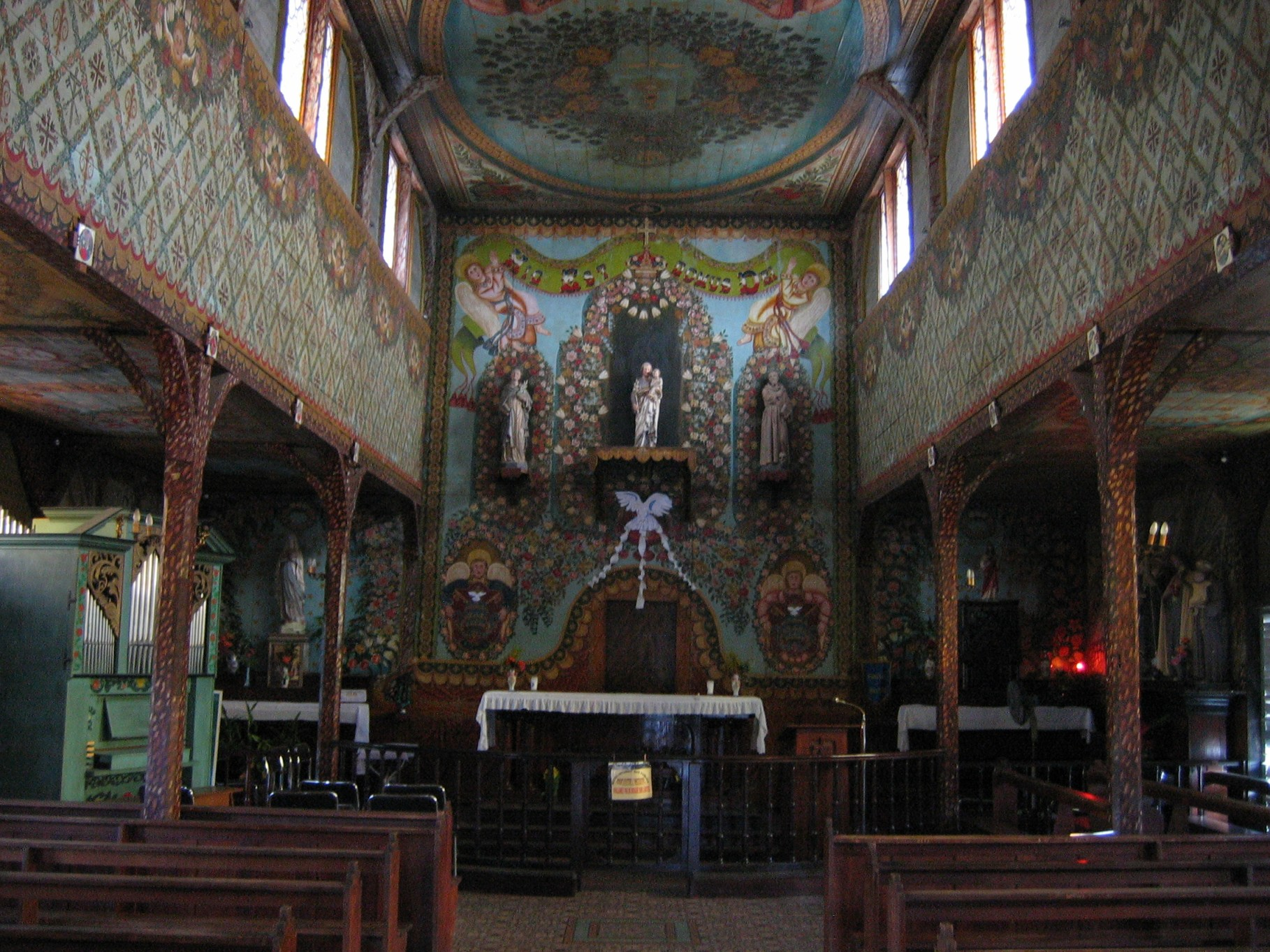
L'intérieur de l'église, décorée par le bagnard Pierre Huguet.

- Le bourg abrite l'église Saint-Joseph, construite à la fin du XIXe siècle, qui a été entièrement décorée vers 1893-1896[30] par le bagnard Pierre Huguet, du camp d'Iracoubo. Les peintures s'étendent sur 600 m2 et le style est réputé naîf. L'église a été classée monument historique en 1978[31]. L'église est dédiée à saint Joseph.
- Chapelle Sainte-Kateri-Tekakwitha de Bellevue. La chapelle est dédiée à sainte Kateri Tekakwitha.
- Chapelle de Trou-Poisson.
- Église d'Organabo.

### Personnalités liées à la commune
- Georges Othily (1944-2017), sénateur de la République et président du conseil régional de la Guyane, a été maire de la commune et conseiller général du canton.
- Tatie Léodate (1940-2024), auteure-compositrice-interprète, chanteuse et animatrice de télévision.

### Héraldique
| Armes d'Iracoubo | Les armes d'Iracoubo se blasonnent ainsi : |